# Ion Ivanovici
Ion Ivanovici, známý také jako Iosif Ivanovici (1845, Temešvár – 28. září 1902, Bukurešť) byl rumunský kapelník a hudební skladatel dechové taneční a pochodové hudby. Proslavil se valčíkem Dunajské vlny (Valurile Dunari, německy Donauwellen)
Nejprve se učil hrát na flétnu. Později se zapsal do 6. armádního pluku se sídlem v Galati, kde se pod vedením Aloise Riedla naučil hrát na klarinet,. Brzy se stal jedním z nejlepších hudebníků v pluku. Poté pokračoval ve studiu v Jasy, kde ho vedl Emil Lehr. Poté řídil několik různých vojenských kapel, než byl v roce 1900 jmenován inspektorem vojenské hudby. Tuto funkci zastával až do své smrti v roce 1902.
Dnes je znám nejvíce díky valčíku Dunajské vlny, který napsal roku 1880 v Bukurešti a věnoval ho své ženě Emmě Gebauerové. Celkem napsal přes 350 tanečních kusů a pochodů. Za pochodovou hudbu získal cenu na Světové výstavě v Paříži v roce 1889, když uspěl mezi 116 přihlášenými skladateli své doby.
Jeho hudba je blízká stylu Johanna Strausse a jeho současníků, ale je silně ovlivněna rumunskými hudebními tradicemi, což ji činí specifickou.